# Purgatoire dans la culture
 (août 2014).
 (août 2014).
- Si vous ne connaissez pas le sujet, laissez ce bandeau (vous pouvez alors contacter les auteurs).
- Si vous supprimez le contenu mis en cause (vous pouvez préalablement contacter les auteurs),

argumentez précisément cette suppression dans la page de discussion
(un manque de référence n'est pas un argument ; une recherche réelle de référence doit avoir été effectuée, être formellement documentée).
Le purgatoire, thème propre au christianisme, a inspiré les artistes, les écrivains et les traditions populaires.

## Le «voyage dans l'au-delà»

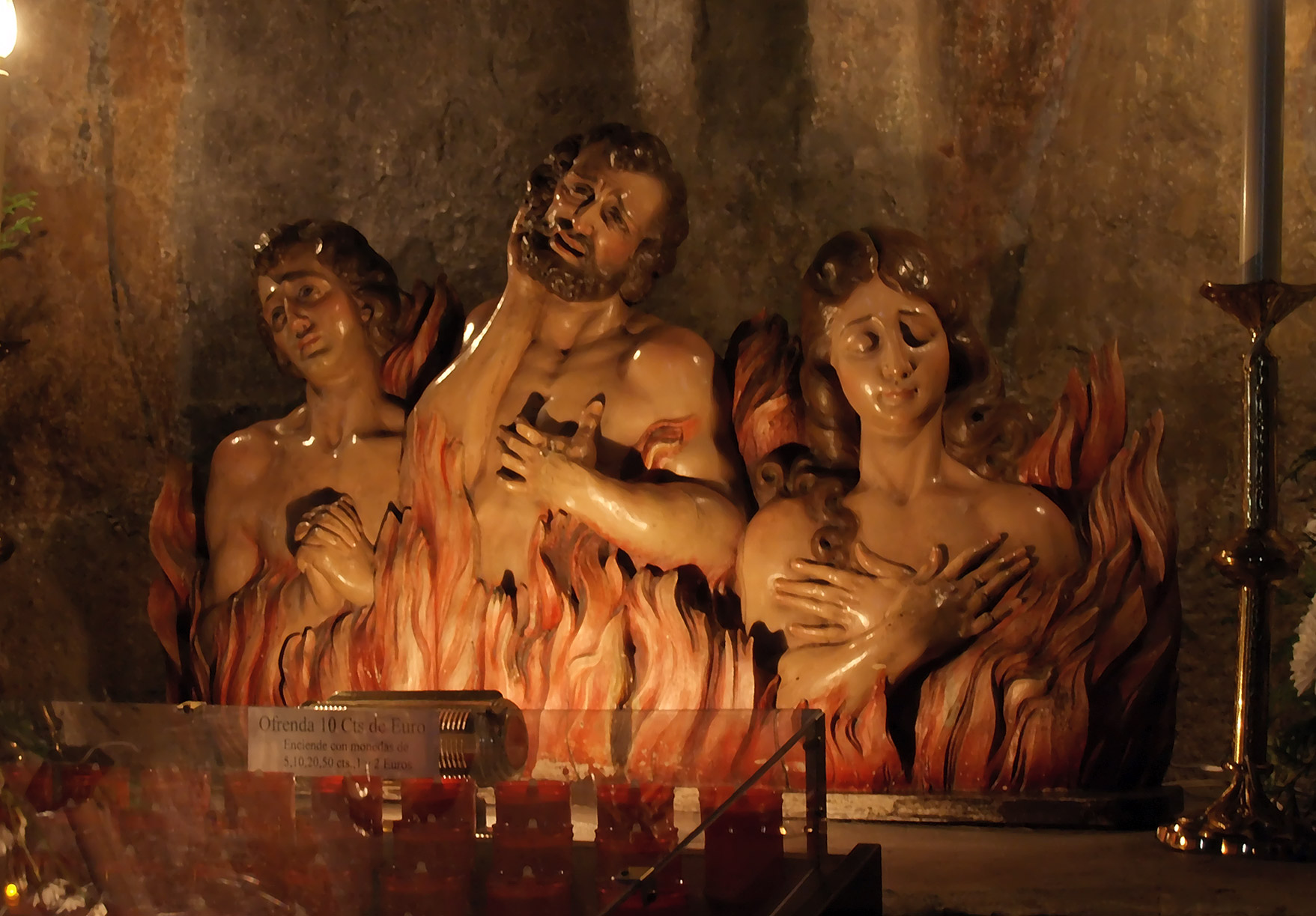
Le purgatoire représenté dans l'église de Pontevedra en Espagne.

De nombreux artistes se sont appuyés sur les récits des saints et les enseignements de l'Église pour figurer le Purgatoire. 
- La Vision du moine d'Eveshum ou Evisham, en 1196, et le Voyage de Thurcill au Purgatoire, à l'Enfer et au Paradis , en 1206 rapporté par Matthieu Paris (Grande chronique de Mathieu Paris).
- Le Purgatoire de Dante dans la Divine Comédie inspira de nombreux artistes : Sandro Botticelli (1445-1510), John Flaxman (1755-1826), William Blake (1757-1827), Franz Liszt (1811-1886), Gustave Doré (1832-1883)…
- La Vision de Tondale.
- Le Purgatoire de saint Patrice de Calderon.
- L'Espurgatoire de saint Patrick de Marie de France.
- Le Songe de Gérontius est un poème composé par John Henry Newman (1801-1890) décrivant le cheminement posthume de l’âme. Il fut mis en musique par Edward Elgar (1857-1934), compositeur et chef d’orchestre britannique, sous le titre : The Dream of Gerontius.

D'après Jacques Le Goff, un genre littéraire relatif au purgatoire se développa, celui du « voyage dans l'au-delà » ou la visio : Bède dans Historia Ecclesiastica Gentis Anglorum thème développé par Dante. La visio de Charles le Gros, transmise par Hariulf dans Chroniques de Saint Riquier est une utilisation politique du concept de Purgatoire.

## «Lieu» du purgatoire dans le folklore
Le purgatoire n'est pas un article du Credo catholique, mais celui de la résurrection des morts en est un. Il entrait donc une certaine part de folklore populaire et de traditions, se mêlant à la croyance dans le purgatoire, à côté des écrits des saints, que Dante a repris. On situait le purgatoire dans un lieu proche de l'enfer (Augustin d'Hippone, Quatrième dialogue de saint Grégoire), un lieu souterrain. Ou bien on pensait avec Jacques de Voragine que le pécheur expiait ses fautes sur le lieu où il avait péché. Le défunt pouvait ainsi parfois revenir avertir ses proches. On pensait donc, et aujourd'hui encore, que les morts pouvaient faire leur purgatoire sur les lieux où ils avaient péché. Au Moyen Âge, on localise ce lieu de manière imaginaire en deux endroits, la Sicile (Etna) et l'Irlande (monde celtique, purgatoire de saint Patrick d'Henri de Saltrey). Jacques Le Goff montre que les moines cisterciens mettent en place toute une géographie de l'au-delà (Pseudo-Bernard, Helinand de Froidmont, Césaire de Heisterbach).

### Etna
Jostuald dans la Vie de saint Odilon et d'autres auteurs depuis le IXe siècle, placent l'entrée du Purgatoire dans le Stromboli et une variante de cette légende relative au roi Dagobert le situe dans l'Etna. Jacques de Voragine et Pierre Damien rapportent que saint Odilon, abbé de Cluny, apprenant que l'on entendait souvent sortir de l'Etna les hurlements des démons et les voix plaintives d'âmes défuntes qui demandaient à être arrachées de leurs mains par des aumônes et des prières, décida que, dans les monastères de son ordre, la fête de la Toussaint serait suivie de la commémoration des âmes défuntes, le Jour des morts . Vincent de Beauvais ferait état des confidences d'un ermite qui situerait le Purgatoire au mont Etna, c'est aussi le cas dans les Gesta Dagoberti , les Gestes du Roi Dagobert. Cette légende alors célèbre aurait été gravée sur une tombe de la basilique de Saint-Denis de manière symbolique et on la retrouve sur une tombe de l'église de Rennes-le-Château par l'inscription DAEGO et ET(I)NA.
«  Un saint homme, nommé Jean, demeurant sur les côtes d'Italie, vit son âme enchaînée dans une barque, et des diables qui la rouaient de coups en la conduisant vers la Sicile pour la précipiter dans les gouffres du mont Etna. Ce saint homme rapporte que saint Denis avait tout à coup paru dans un globe lumineux, précédé des éclairs et de la foudre ; qu'ayant mis en fuite ces malins esprits et arraché cette pauvre âme des griffes du plus acharné, il l'avait portée au ciel en triomphe.  »
— Gesta Dagoberti, Rex Francorum, Ch. 47
Ce purgatoire de l'Etna se trouve aussi dans Gervais de Tilbury (Otia Imperalia) ou Étienne de Bourbon. Julien de Vézelay y voyait pour sa part l'antichambre de l'enfer.

### Lough Derg: purgatoire de saint Patrick
En Irlande existe ce qu'on appelle le Purgatoire de Saint Patrick. Le Tractatus de Purgatorio Sancti Patricii est un traité (Purgatoire de Saint Patrick) écrit par un cistercien du monastère de Sawtry en Angleterre au XIIe siècle. Le Tractatus de Purgatorio Sancti Patricii fut adapté par Marie de France.
La Navigatio de saint Brendan pourrait faire allusion au Purgatoire dans le thème de l'île aux Oiseaux, avant l'arrivée sur la Terre de Promissions des Bienheureux et le passage de l'île de l'Enfer, mais il n'est pas nommé sous ce nom.

### Bretagne
En face de l'île de Sein, en Bretagne, se trouve dans le folklore populaire la baie des Trépassés, en breton Boe ann Anaon francisé en Trépassés, ce qui signifierait « baie des Âmes du Purgatoire », « baie des Âmes en peine », celles des marins morts en mer, selon une légende bretonne, rapportée par Procope et Claudien. Villemarqué étend le domaine des âmes défuntes à l'Étang de Laoual (île de Sein) : 
- Procope : « Les pêcheurs et les autres habitants des côtes de la Gaule qui sont en face de la Grande-Bretagne, dit le premier de ces auteurs, sont chargés d'y passer les âmes, et, pour cela, exempts de tributs. Au milieu de la nuit, ils entendent frapper à leur porte ; ils se lèvent : ils trouvent sur le rivage des barques étrangères où ils ne voient personne, et qui pourtant sont si chargées, qu'elles semblent sur le point de sombrer, et s'élèvent d'un pouce à peine au-dessus des eaux. Une heure leur suffit pour le trajet, quoique avec leurs propres bateaux ils puissent difficilement le faire dans l'espace d'une nuit »
- Claudien : « ... Il est un lieu, il est à l'extrémité de la Gaule, un lieu battu par les flots de l'Océan..., où l'on entend les plaintes des ombres volant avec un léger bruit. Le peuple de ces côtés voit des fantômes pâles de morts, qui passent[8].. »

Le « chant des Trépassés », Kanaouenn an anaon, est une gwerz contenue dans le Barzaz Breiz adaptée d'un cantique du purgatoire traduit d'un dialecte de la Cornouailles au XIXe siècle par Anatole Le Braz.

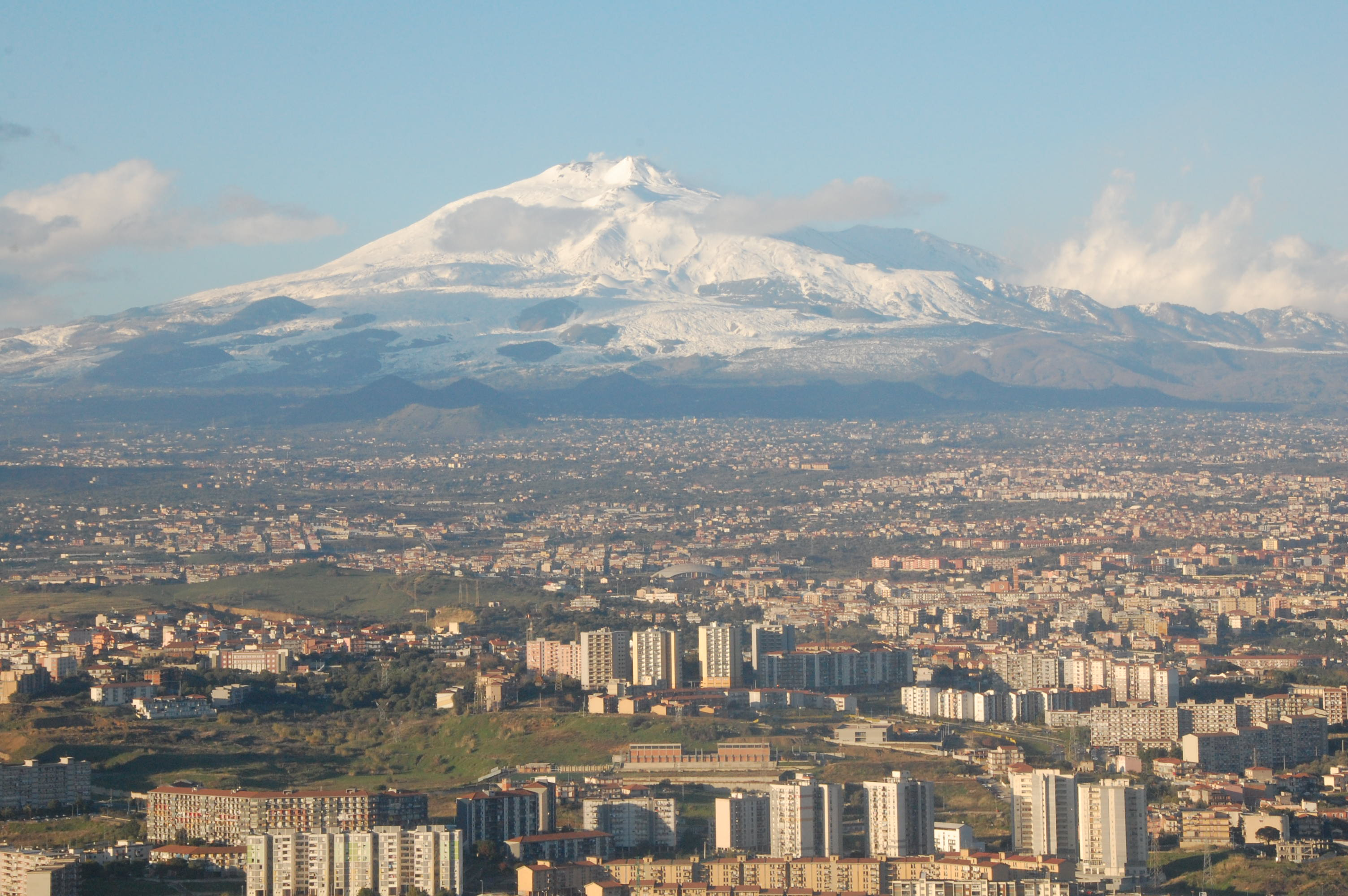
L'Etna.
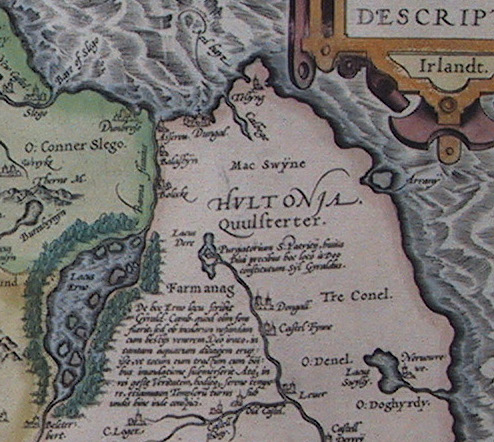
Carte du Purgatoire de Saint Patrick.
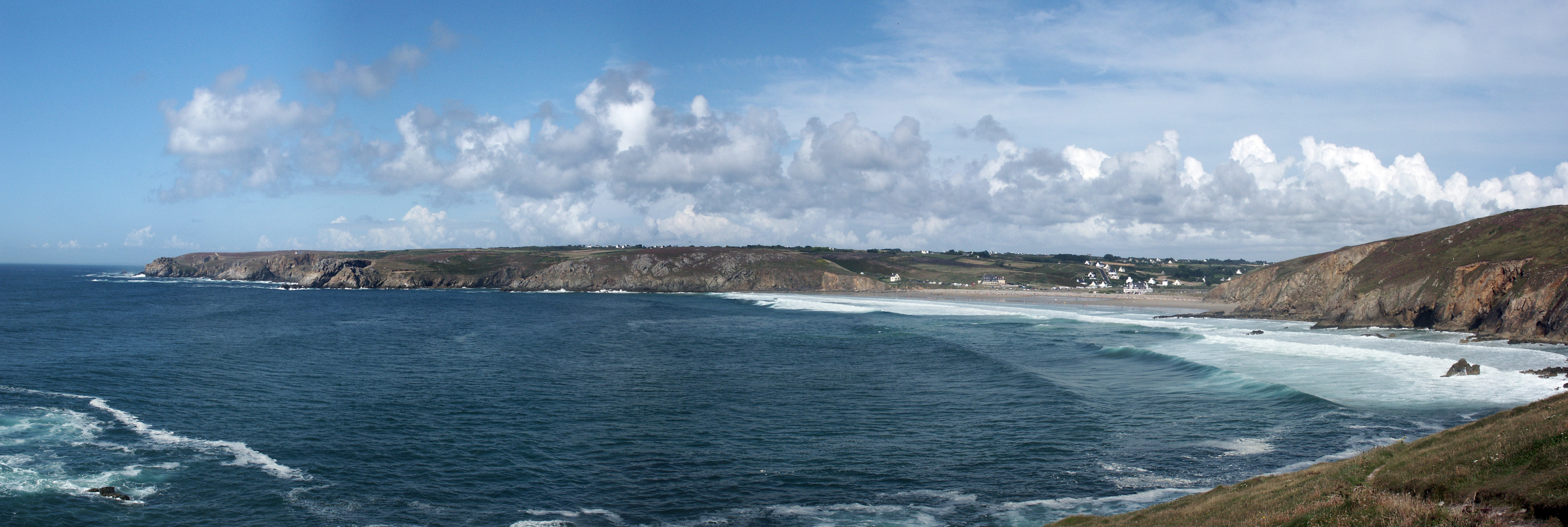
Plogoff (Bretagne, France), baie des Trépassés.
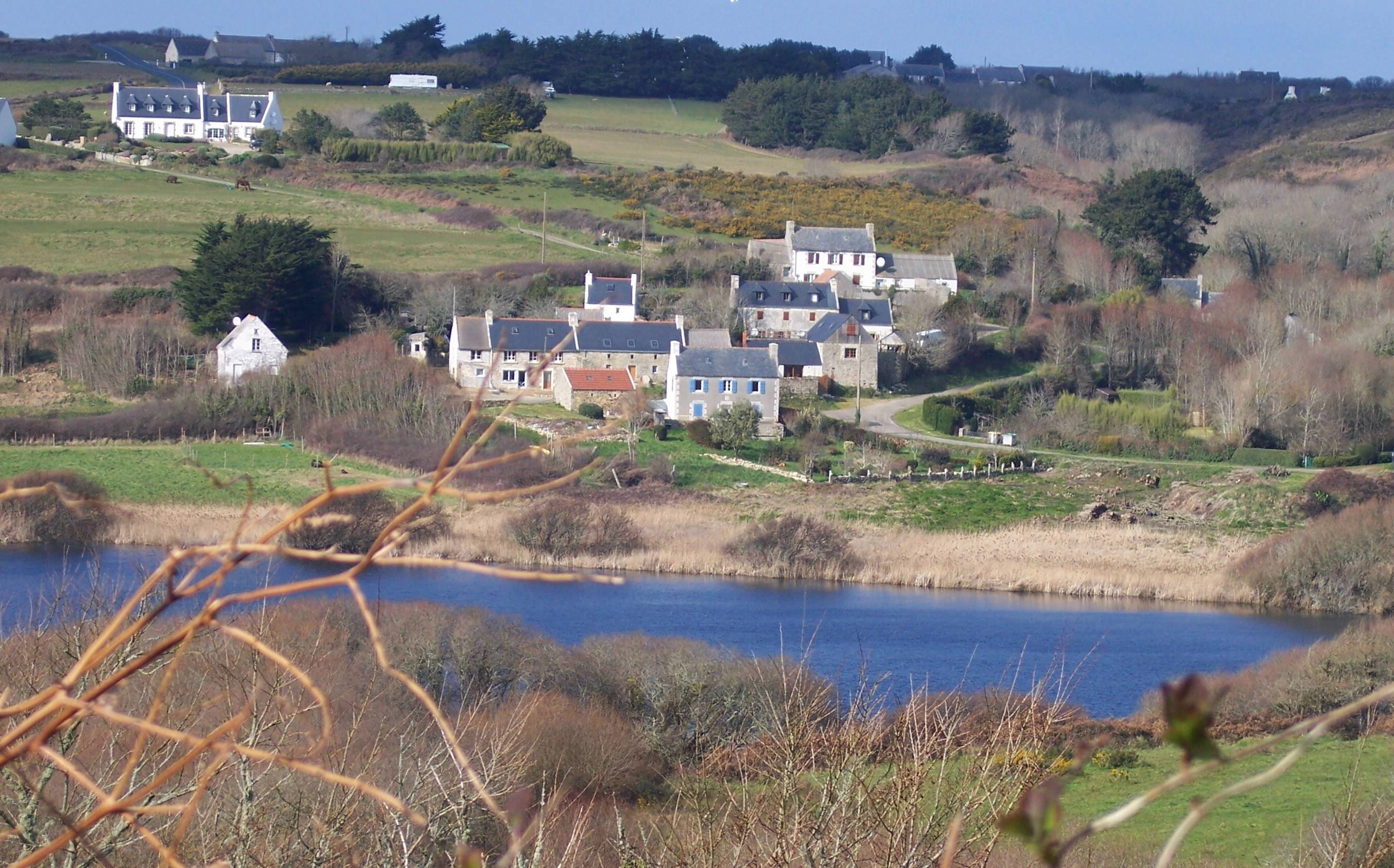
Étang de Laoual Cleden-Cap-Sizun.